# Ida Eberhardt
Ida Alma Friederike Eberhardt (* 2. Juni 1888 in Dissen am Teutoburger Wald; † 10. Dezember 1974 ebenda) war eine deutsche Pädagogin.

## Leben und Wirken
Ida Eberhardt war eine Tochter des Kaufmanns Johann Eberhardt und dessen Ehefrau Johanne, geborene Fromme. Sie kam auf dem Frommenhof zur Welt und wuchs gemeinsam mit drei älteren Geschwistern auf. Sie besuchte als Externe das Realgymnasium Michaelis, das sie 1910 mit dem Abitur verließ. Anschließend studierte sie an Universitäten in Berlin, Freiburg im Breisgau, Kiel und Göttingen. 1914 bestand sie die Prüfung für das höhere Lehramt und erhielt 1916 die Lehrbefähigungen für Physik, Biologie, Chemie und Philosophische Propädeutik. Bis 1919 arbeitete sie als Privatlehrerin und von 1920 bis 1922, als sie zur Studienrätin ernannt wurde, in Altona. Sie lehrte danach in Bremen und erhielt im März 1928 einen Ruf von Schulleiter Heinrich Landahl an die reformpädagogisch orientierte Hamburger Lichtwarkschule.
1929 übernahm Eberhardt die Leitung einer fünften Klasse, in der sie unter anderen Helmut und Loki Schmidt, geborene Glaser, unterrichtete. Insbesondere Loki Schmidt schrieb später mehrfach über die Zeit bei Eberhardt und gab an, dass diese ihr Interesse an Botanik und die spätere Berufswahl entscheidend geprägt habe.
Ida Eberhardt galt als naturbegeisterte Lehrerin, die Wissen anschaulich vermitteln konnte und mit ihren Schülern Klassen- und Wanderreisen unternahm. Zudem setzte sie sich für Toleranz ein. Während der Zeit des Nationalsozialismus führte dies zu beruflichen Konsequenzen: Nach der Machtübernahme durch die Nationalsozialisten 1933 ersetzte Erwin Zindler den bis dahin amtierenden Schulleiter Landahl. Weitere, nicht regimetreue Lehrer mussten die Schule verlassen. Eberhardt weigerte sich, Mitglied der NSDAP oder des NSLBs zu werden. Außerdem kritisierte sie in der Lichtwarkschule aufkommende antisemitische Tendenzen deutlich. Nachdem sie sich in ihrer Wohnung 1934 mit Kollegen und bereits entlassenen Lehrkräften getroffen hatte, beurlaubte sie die Gestapo. 1935 wurde ihr Dienstverhältnis aufgrund des Gesetzes zur Wiederherstellung des Berufsbeamtentums beendet.
Nach Ende des Zweiten Weltkriegs unterrichtete Eberhardt bis zum Ruhestand 1953. Anschließend gab sie für die Eberhardt-Gesellschaft die Werke ihrer Schwester Margarete Eberhardt heraus. Bis ins hohe Alter hielt sie Kontakte in ihren Geburtsort, den sie oft bereiste, und zu ihren ehemaligen Schülern.
Ida Eberhardt starb nach einer langen Krebserkrankung. 1974 widmete ihr die Zeitschrift Diskussion eine von ehemaligen Schülern, Kollegen und Freunden gestaltete Ausgabe.